# Habropogon doriae
Habropogon doriae är en tvåvingeart som beskrevs av Camillo Rondani 1873. Habropogon doriae ingår i släktet Habropogon och familjen rovflugor. Inga underarter finns listade i Catalogue of Life.